# Zwei Freunde (1915)
Zwei Freunde ist ein unmittelbar vor Ausbruch des Ersten Weltkriegs entstandener, österreichisch-ungarischer Stummfilm mit Otto Tressler, Hubert Marischka und Fern Andra in den Hauptrollen.

## Handlung
Erzählt wird die klassische Dreiecksgeschichte von einer Frau zwischen zwei Männern. Der eine, Robert Bogemann, ist ein Künstler, ein Bildhauer. Der andere, Fritz Drübenau, dient seinem Land als Marineoffizier. Lilly mag beide jungen Kerle, die schon seit langem gute Freunde sind, kann sich aber nicht so recht für einen der beiden entscheiden. Als der Offizier eines Tages überstürzt abreisen muss, da er zum Einsatz gerufen wird, fällt der Zufall für sie die Entscheidung, und Lilly gibt Robert ihr Jawort. Bald bekommt das junge Ehepaar eine Tochter mit Namen Mädi.
Erst nach Jahren kehrt Fritz vom Dienst auf dem Schiff in die Heimat zurück. Zu seinem großen Unglück muss er bei seinem Besuch bei Freund Robert feststellen, dass dieser seine Jugendliebe Lilly geheiratet hat. Während Fritz schweren Herzens Lillys Entscheidung für Robert akzeptiert, sind gerade ihr in letzter Zeit Zweifel gekommen. Denn ihr Gatte Robert ist mit Leib und Seele Künstler und geht, auf Kosten seiner Familie, total in der Bildhauerei auf. Selbst Besuche in seinem Atelier hat er ihr untersagt. Und so wendet sich die als Ehefrau vernachlässigt fühlende Lilly mehr und mehr Fritz zu, wobei dies durchaus in Roberts Sinn ist, da er seine Frau bei seinem besten Freund in guten Händen zu wissen glaubt. Zwischen Lilly und Fritz herrscht große innere Harmonie, auch wenn ihre kleine Tochter dabei ist. Eines Tages kommt das Gespräch auf einen Abschiedsbrief, den der für ein offenes Wort damals zu schüchterne Fritz ihr einst zukommen ließ, und der Marineoffizier fragt Lilly ganz offen, warum sie darauf nicht geantwortet habe. Immerhin habe er ihr damals ein Liebesgeständnis gemacht. Den Brief habe er in ein Medaillon gesteckt, das an einem Rosenbouquet hing. Es stellt sich heraus, dass Lilly zwar den Blumenstrauß fand, das Medaillon hingegen fort war, da es beim Bouquettransport an einem Baumast hängen geblieben war. Erst später, als Lilly und Fritz zu besagtem Baum lustwandeln, sehen sie, dass das Medaillon immer noch im Geäst hängt. Mit zitternden Händen liest Lilly, stark verspätet, Fritzens damalige Liebeserklärung.
Die Dinge bekommen eine dramatische Wende, als Robert Fritz und Lilly in einer verfänglichen Situation erwischt, die zu allerlei Mutmaßungen und Spekulationen Anlass gibt. Geht Lilly ihm womöglich fremd? Außer sich, holt Robert einen Revolver und schießt auf den ehemals besten Freund. Die kleine Mädi stürzt sich dazwischen und wird von der Kugel getroffen. Im Glauben, seine Tochter getötet zu haben, rennt Robert davon, „stürzt ab“ und wird zum Trinker. Lilly fahndet erfolglos nach ihm und glaubt eines Tages, dass Robert sich aus einem Schuldgefühl heraus das Leben genommen hat. Dieser verliert allmählich seine Erinnerung an sein früheres Leben, hängt in billigen Kneipen herum und logiert in einer Unterkunft unterster Kategorie. Es dauert lange, bis Robert, gesundheitlich wie geistig geschwächt, in sein altes, verwaistes Atelier zurückfindet. Als seine totgeglaubte, inzwischen aber längst wieder genesene Tochter in seine Arme zurückeilt, ist dies alles zu viel für Robert, und er bricht zusammen und stirbt an einem Herzschlag. An seiner Leiche reichen sich Lilly und Fritz, der verspricht, der kleinen Mädi ein guter Ersatzvater zu sein, die Hände.

## Produktionsnotizen
Zwei Freunde wurde im späten Frühling 1914 gedreht und im Frühsommer desselben Jahres fertiggestellt. Der Film kam erst deshalb zum Jahresanfang 1915 in die österreichischen Kinos, weil die Produktionsfirma, vom Kriegsausbruch im August 1914 überrascht, ursprünglich geplant hatte, diese ambitionierte Produktion mit dem bis dahin filmisch kaum in Erscheinung getretenen Hofburgschauspieler auf Lebenszeit, Otto Tressler, erst nach Kriegsende zu veröffentlichen. Zwei Freunde wurde am 5. Februar 1915 in Wien uraufgeführt. Der Film war vier Akte auf 1350 Meter lang.
Die Aufnahmen im Bildhaueratelier entstanden im Atelier Tresslers in Döbling, der sich in seiner Freizeit als Bildhauer betätigte. Eine der Filmaufnahmen zeigt eine Büste von Josef Kainz, die Tressler dereinst selbst angefertigt hatte.

## Kritik
„Otto Tresslers Leistung in der Hauptrolle des Bildhauers ist stellenweise geradezu überwältigend und auch ohne das Wort ist er der Künstler geblieben, der er auf der Bühne des Hofburgtheaters ist. In den ersten beiden Akten fesselt sein liebenswürdiges Spiel, in den dramatischen Szenen packt er mit unwiderstehlicher Gewalt. […] Auch die übrigen Darsteller, vorerst Hubert Marischka, und die weibliche Hauptdarstellerin, eine amerikanische Schauspielerin von bestrickender Anmut, zeigten sich als würdige Partner ihres großen Meisters. Die Regie ist einzigartig und gewinnt außerordentlich dadurch, dass die Aufnahmen im Freien in den schönsten Teilen des Kobenzls und Laxenburgs aufgenommen worden sind.“